# Toro Mazote
Toro Mazote är en glaciär i Antarktis. Den ligger i Västantarktis. Argentina, Chile och Storbritannien gör anspråk på området. Toro Mazote ligger 276 meter över havet.
Terrängen runt Toro Mazote är kuperad åt nordväst, men åt sydost är den bergig. Havet är nära Toro Mazote åt nordväst. Trakten är glest befolkad. Närmaste befolkade plats är Gonzalez Videla Station, 3,0 kilometer nordväst om Toro Mazote. 